# عصب غربالي خلفي
العصب الغربالي الخلفي (بالإنجليزية: Posterior ethmoidal nerve)‏ هو عصب يتَفرعُ من عصب أنفي هدبي. يُعصِب الجيب الوتدي .